# Waldenburg (Saksonia)
Waldenburg – miasto we wschodnich Niemczech, w kraju związkowym Saksonia, w okręgu administracyjnym Chemnitz, w powiecie Zwickau (do 31 lipca 2008 w powiecie Chemnitzer Land), siedziba wspólnoty administracyjnej Waldenburg.

## Geografia
Waldenburg leży na północny wschód od miasta Glauchau.
Miasto dzieli się na następujące dzielnice:
- Dürrenuhlsdorf
- Eichlaide
- Franken
- Niederwinkel
- Oberwinkel
- Schlagwitz
- Schwaben

Na obszarze miasta krzyżują się dwie drogi krajowe B175 i B180.

## Współpraca
- Noyelles-lès-Vermelles, Francja
- Warthausen, Badenia-Wirtembergia